# Chenisides
Chenisides Denis, 1962 è un genere di ragni appartenente alla famiglia Linyphiidae.

## Distribuzione
Le due specie oggi attribuite a questo genere sono diffuse in Africa centrale: la C. bispinigera è endemica del Congo e la C. monospina del Kenya.

## Tassonomia
Da notare che in uno studio dell'aracnologo Bosmans del 1988 si accenna ad un esemplare maschile non ancora descritto e rinvenuto in Camerun che ha vari caratteri in comune con questo genere.
A maggio 2011, si compone di due specie:
- Chenisides bispinigera Denis, 1962[3] — Congo
- Chenisides monospina Russell-Smith & Jocqué, 1986 — Kenya